# Rachael Maskell
Rachael Helen Maskell (née le 5 juillet 1972) est une femme politique britannique qui est députée de York Central depuis 2015. Membre des partis travailliste et coopératif, elle est secrétaire fantôme à l'Environnement de 2016 à 2017 et secrétaire fantôme à l'Emploi en 2020.

## Jeunesse et carrière
Rachael Maskell est née à Winchester, Hampshire et grandit à Highcliffe-on-Sea. Elle est influencée par son oncle Terence Morris, un proche associé de Louis Blom-Cooper, professeur de criminologie et de justice pénale à la London School of Economics, qui la pousse à s'intéresser à la politique. Morris a fait campagne pour l'abolition de la peine de mort, en plus d'être conseiller du gouvernement Wilson et universitaire.
Maskell est diplômée de l'Université d'East Anglia avec un diplôme en physiothérapie en 1994. Elle travaille comme aide-soignante et physiothérapeute au sein du National Health Service pendant 20 ans à Norwich et dans le quartier londonien de Barnet. Elle est également responsable syndicale,.
En 2006, elle se présente comme candidate travailliste dans le quartier de Blackheath à Lewisham, au sud-est de Londres, mais sans succès.

## Carrière parlementaire
Aux élections générales de 2015, elle est élue députée de York Central avec 42,4 % des voix et une majorité de 6 716 voix,. Maskell utilise son discours inaugural pour plaider en faveur d'un nouvel hôpital de santé mentale à York pour remplacer le Bootham Park vieillissant.
En septembre 2015, lors de la crise des réfugiés en Europe, Maskell appelle le Royaume-Uni à ouvrir ses portes aux réfugiés. S'exprimant alors que 20 000 réfugiés sont arrivés à Munich en un week-end et que le gouvernement allemand a accueilli 800 000 réfugiés en 2015, Maskell déclare que le gouvernement britannique devait faire plus.
Après une période au sein de l'équipe de défense fantôme sous la direction de la secrétaire d'État fantôme à la Défense Maria Eagle, Maskell est nommée secrétaire fantôme à l'environnement, à l'alimentation et aux affaires rurales dans le cadre du remaniement post-Brexit du Parti travailliste. Maskell démissionne de son poste avant le vote en deuxième lecture à la Chambre des communes du projet de loi de 2017 sur l'Union européenne déclenchant l'article 50.
Maskell est réélue députée de York Central lors des élections générales anticipées de 2017 avec une part des voix accrue de 65,2 % et une majorité accrue de 18 575 voix.
Elle revient sur le banc du parti travailliste le 3 juillet 2017 en tant que ministre fantôme du Rail.
Aux élections générales de 2019, Maskell est de nouveau réélue, avec une part des voix diminuée de 55,2 % et une majorité diminuée de 13 545 voix,.
Maskell soutient Clive Lewis lors des élections à la direction du Parti travailliste de 2020,. En janvier 2020, elle est de retour au cabinet fantôme en tant que secrétaire d'État fantôme aux droits du travail, en remplacement de Laura Pidcock qui a perdu son siège aux élections générales de 2019.
Le 14 décembre 2021, Maskell démissionne de son poste de premier plan afin de voter contre les vaccinations obligatoires contre le COVID-19 pour le personnel du NHS.
Aux élections générales de 2024, Rachael Maskell est réélue députée de York Central.

## Vie privée
Maskell est une cycliste passionnée et a fait le voyage jusqu'à la conférence du parti travailliste de 2015 à Brighton depuis le Parlement au profit de la British Heart Foundation. Elle est chrétienne évangélique.